# Toby Fox
Robert Fox, dit Toby Fox, né le 11 octobre 1991 à Manchester, New Hampshire (États-Unis), est un développeur de jeux vidéo indépendants et un compositeur de musique. Il s'est fait connaître grâce au jeu vidéo Undertale dont il est le développeur et le compositeur de la bande-son.

## Biographie

### Jeunesse et débuts
Toby Fox a étudié les sciences de l'environnement à l'université du Nord-Est de Boston, dans le Massachusetts. Il commence à composer divers morceaux de musique pour le webcomic Homestuck d'Andrew Hussie en 2009, au cours de sa dernière année d'école secondaire. Bien qu'il n'ait pas répondu initialement lorsque celui-ci a créé une équipe de contribution musical (en) en avril 2009, Hussie a pris note de son travail lorsque Fox a commencé à publier des reprises de la musique du webcomic sur le forum de MS Paint Adventures. Ce qui lui a valu son embauche au sein des projets musicaux de Homestuck.  
Il a par ailleurs produit un album de rock-opera sur le thème de la grossesse infantile masculine appelé The baby is you. L'album a été créé en tant que blague après que certaines règles du Forum ont poussé à débats sur la censure au sein de celui-ci. Toby Fox, par ailleurs, n'a pas été banni du forum après coup comme beaucoup le pensent mais a privatisé sa page et continué ses projets jusqu'à se faire connaître par Hussie. 
Toby Fox a toujours été un grand fan de la série Mother (dont EarthBound) et a eu l’intention de développer un jeu amateur ou une ROM hack. Il a développé une ROM hack de Mother pour Halloween, en 2008.

### Ascension avecUndertale

Le "Annoying Dog" d'Undertale, qui est une auto-insertion de Fox

Le 24 juin 2013, il lance une campagne Kickstarter avec une démo pour son jeu vidéo Undertale. Sorti le 15 septembre 2015 sur Windows, macOS et par la suite sur PS4, PS Vita, Linux et Nintendo Switch, il a été acclamé pour son écriture, sa thématique, son système de combat, sa musique et son originalité. Fox a également co-créé la musique du jeu vidéo Homestuck 2017, Hiveswap (en) et a créé la musique du court-métrage narratif Escaped Chasm de l'artiste Temmie Chang de Undertale.

### Deltarune
L'idée de Deltarune vint à Toby Fox lors d'un rêve fiévreux qu'il eut en 2011, bien des années avant son développement et avant celui d'Undertale. Le développement de Deltarune se fait en partie en parallèle de celui de Undertale (certes presque en pause mais toujours dans la tête de Toby), certaines musiques prévues pour Deltarune furent ainsi déplacées au projet d’Undertale, comme Bonetrousle ou encore Joker Battle qui deviendra la musique de combat du personnage Toriel, Heartache. 
Toby Fox précisera que Deltarune, malgré sa similitude d'une suite possible de Undertale, « n'est pas le monde d’Undertale. […] Pour le dire autrement, le monde de Deltarune est un univers différent, avec des personnages différents qui ont eu leur propre vie ». Ainsi, Deltarune est un monde alternatif d'Undertale.
Le 31 octobre 2018, avec comme seul avertissement un tweet publié quelques jours avant la sortie officielle de Deltarune signifiant la sortie proche d'un jeu, il dévoile le premier chapitre de son prochain titre, Deltarune, et ce gratuitement sur Windows, Mac et Nintendo Switch (et plus tard sur PlayStation 4). Il annonce que, si les chapitres suivants sont déjà écrits, il aura besoin de main d’œuvre afin de les développer, ce projet étant bien plus ambitieux que son premier titre. Lors d'un événement célébrant les six ans du jeu Undertale le 15 septembre 2021, le deuxième chapitre est annoncé pour une sortie le 17 septembre 2021. À l’occasion du Nintendo Direct dédié à la présentation de la Nintendo Switch 2 et de ses prochains jeux, l’événement révèle que les chapitres 3 et 4 de Deltarune seront sortis le 4 juin 2025.

### Compositeur pour des jeux Game Freak
Lors du Nintendo Direct du 5 septembre 2019, il est annoncé que Toby Fox est le compositeur du jeu Little Town Hero de Game Freak.
Le 1er novembre 2019, Toby Fox annonce sur Twitter qu'il compose une musique pour Pokémon Épée et Bouclier sur Nintendo Switch. Il compose aussi de multiples musiques pour le jeu Pokémon Écarlate et Violet,.